# Печатка Флориди

Велика печатка штату Флорида

Велика печатка штату Флорида (англ. The Great Seal of the State of Florida) — один з державних символів штату Флорида, США.

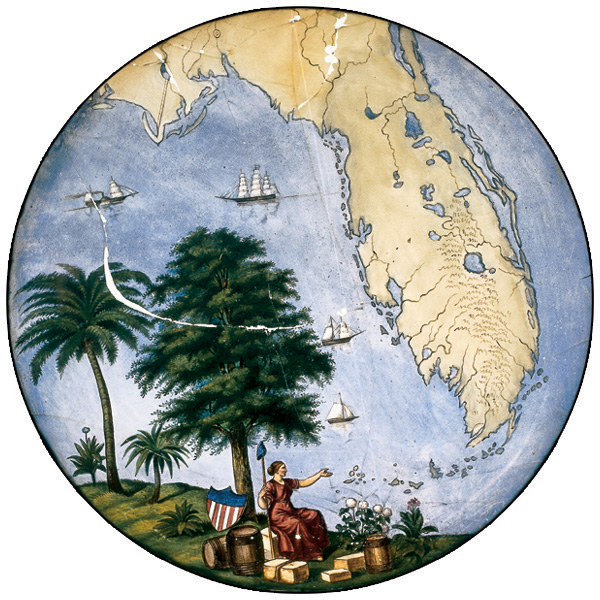
Печатка штату Флорида, 1861 рік

Державна печатка штату застосовується для скріплення різних офіційних документів уряду штату та його законодавчих зборів. Емблема печатки широко використовується на урядових будівлях, транспортних засобах та інших об'єктах для позначення їхньої належності до органів державного управління штату Флорида. Зображення печатки присутнє на прапорі штату Флорида.

## Дизайн
На державній печатці штату Флорида зображена берегова лінія, вздовж якої жінка індіанського племені семінолів розсипає квітки гібіскуса. На задньому плані стоїть один із символів Флориди — пальма Сабал. На тлі яскравого сонця на сході з променями, що б'ють в усі сторони, пливе колісний пароплав з прибраними вітрилами. По зовнішньому колі печатки, в її верхніх двох третинах написано фразу «Great Seal of the State of Florida» («Велика печатка штату Флорида»), в нижній третині півкола — «In God We Trust» («У Бога віримо»).

## Історія

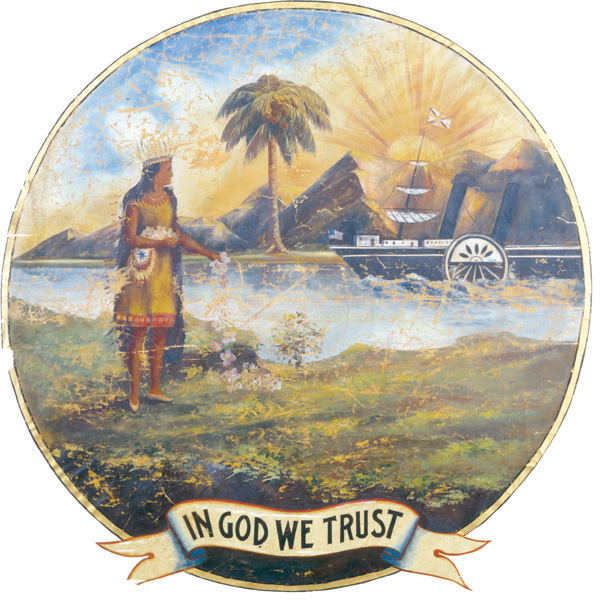
Печатка штату Флорида, 1868 рік

Перша версія дизайну державної печатки штату з'явилася 1861 року й на передньому плані містила зображення жіночого символу свободи з бочками і дерев'яними ящиками біля її ніг. На другому плані намальовано мапу Флориди і човни, що плавають в Мексиканській затоці.
1868 року законодавчі збори штату затвердили нові правила розробки офіційної печатки Флориди й трохи пізніше було розроблено новий дизайн державної печатки штату. Незважаючи на те, що в усіх версіях печатки штату збережено головні елементи символіки, самі зображення печаток значно різняться між собою. Дизайн печатки 1868 року з погляду геральдики був неправильним, позаяк містив зображення хреста Святого Андрія на щоглі пароплава, і проіснував без змін аж до 1900 року.
Печатка містила й безліч інших неточностей, як-от зображення жінки з індіанських племен Великих рівнин замість плем'я семінолів; кокосові пальми, для яких Флорида не є рідною землею; зображення крутої гори на задньому плані зображення, хоч у Флориді немає гірських систем. Для усунення неточностей дизайн печатки штату змінювався кілька разів. 1970 року до печатки в чергове внесли зміни, в результаті чого на ній з'явилася пальма Сабал, яка є офіційним символом штату Флорида з 1953 року.
Зараз використовується емблема державної печатки штату Флорида, яку представив на затвердження 1985 року Генеральний секретар штату Джордж Файєрстоун та затвердив губернатор Боб Грехем й законодавчі збори штату Флорида.